# Naoki Hoshino
Naoki Hoshino (jap. 星野直樹 Hoshino Naoki; ur. 10 kwietnia 1892, zm. 26 stycznia 1978 w Tokio) – japoński polityk i urzędnik państwowy. 

## Życiorys
Był wysokim urzędnikiem administracji marionetkowego Cesarstwa Mandżukuo, pełniąc funkcję Szefa Spraw Finansowych w latach 1932-1934, a następnie dyrektora ds. ogólnych w 1936 r. W wyniku sukcesów swojej polityki finansowej w Mandżukuo, został powołany na sekretarza stanu Japonii piastując tę funkcję w latach 1941–1944. Po II wojnie światowej aresztowany przez Amerykanów i sądzony za zbrodnie wojenne, został skazany przez Międzynarodowy Trybunał Wojskowy dla Dalekiego Wschodu na karę dożywotniego więzienia. Został przedterminowo zwolniony z więzienia w 1955 r.